# Alexandre Geijo
Alexandre Geijo Pazos (Genève, 5 september 1982), voetbalnaam Alex Geijo, is een Spaans-Zwitsers voetballer. Hij verruilde in januari 2010 Racing Santander voor Udinese.
Geijo begon als profvoetballer in het seizoen 2000/2001 bij Neuchâtel Xamax, in zijn geboorteland. De aanvaller maakte in het seizoen 2002/2003 bij Málaga CF zijn debuut in de Primera División. Wegens gebrek aan speeltijd vertrok Geijo in 2005 naar CD Xerez, dan actief in de Segunda División A. Na twee seizoenen bij deze club, werd hij in 2007 gecontracteerd door UD Levante. In 2009 vertrok hij naar Racing Santander, dat hij na een half jaar inruilde voor Udinese. 
1 Andrenacci ·
3 Huard ·
4 Adorni ·
5 Van de Looi ·
6 Fares ·
7 Birkir ·
8 Ndoj ·
9 Bianchi ·
11 Moncini ·
12 Lezzerini ·
14 Mangraviti ·  
15 Cistana ·  
16 Rivieira ·
18 Jallow ·
19 Tonini ·
20 Nuamah ·
21 Fogliata ·
22 Cortese ·
23 Galazzi ·
24 Dickmann ·
25 Bisoli  ·
26 Bertagnoli ·
27 Olzer ·
29 Borrelli ·
30 Pace ·
32 Papetti ·
39 Besaggio ·
Coach: Gastaldello